# Obesity Surgery
Obesity Surgery, abgekürzt Obes. Surg., ist eine wissenschaftliche Fachzeitschrift, die vom Springer-Verlag veröffentlicht wird. Die Zeitschrift erscheint mit zwölf Ausgaben im Jahr. Es werden Arbeiten veröffentlicht, die sich mit chirurgischen und laparoskopischen Techniken zur Behandlung der massiven Adipositas beschäftigen.
Der Impact Factor lag im Jahr 2014 bei 3,747. Nach der Statistik des ISI Web of Knowledge wird das Journal mit diesem Impact Factor in der Kategorie Chirurgie an 19. Stelle von 198 Zeitschriften geführt.